# Erika Schmidt
Erika Schmidt (* 2. Mai 1944 in Misburg) ist eine deutsche Landschaftsarchitektin, Gartenhistorikerin und Denkmalpflegerin. Von 1993 bis 2009 war sie als Professorin für Geschichte der Landschaftsarchitektur an der Technischen Universität Dresden tätig.

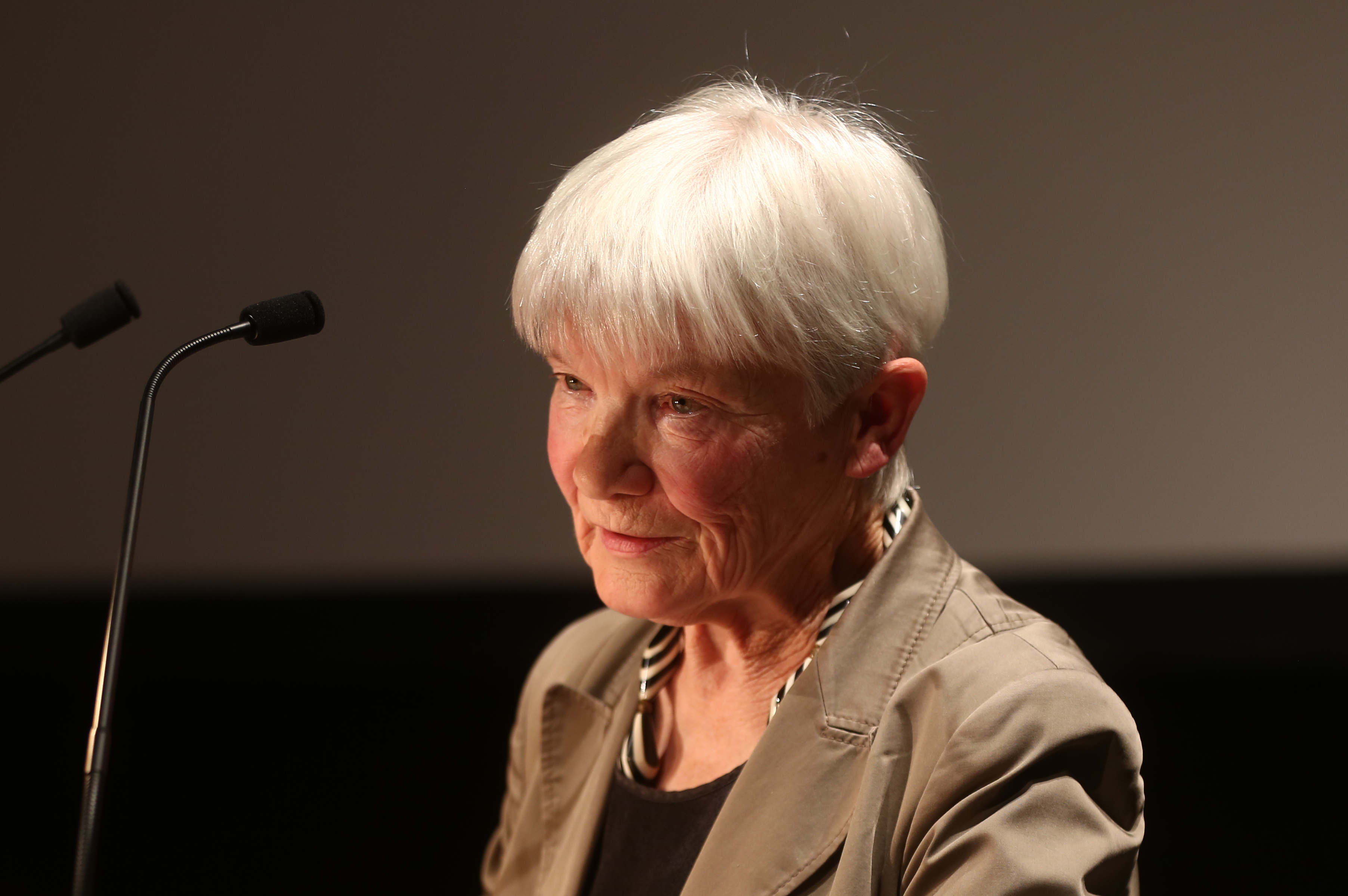
Erika Schmidt bei der Verleihung des Sckell-Ehrenrings 2023

## Leben
Schmidt absolvierte nach bestandenem Abitur 1963 in Uetze zunächst ein Vorpraktikum in den Bereichen Baumschule und Landschaftsgarten in Bad Zwischenahn und Stuttgart, bevor sie im Folgejahr ein Studium der Landespflege an der Technischen Hochschule Hannover begann. Sie beendete ihr Studium 1970 erfolgreich mit dem Diplom. Von 1970 bis 1971 war Schmidt als Bauleiterin im Gartenbauamt des Bezirks Tiergarten tätig, bevor sie an die TU Hannover zurückkehrte. Hier lehrte und forschte sie bis 1991 an der Professur für Geschichte und Freiraumplanung (Inhaber bis 1989 Dieter Hennebo, anschließend Jörg Gamer) des Instituts für Grünplanung und Gartenarchitektur und war auch als Dozentin für Projektplanung (ab 1974) und Gartendenkmalpflege (ab 1989) tätig. Im Jahr 1988 promovierte sie mit einer Arbeit zum Thema Der Bochumer Stadtpark und sein städtebauliches Umfeld im 19. Jahrhundert: ein Beitrag zur Revision von Werturteilen über den typisch deutschen Stadtpark des 19. Jahrhunderts.
Schmidt nahm 1993 einen Ruf an die Technische Universität Dresden an und forschte und lehrte bis zu ihrer Emeritierung 2009 als Professorin für Geschichte der Landschaftsarchitektur. Nach ihrer Emeritierung war sie noch bis 2014 als Seniorprofessorin tätig. Von 1997 bis 2000 stand sie dem Institut für Landschaftsarchitektur als Direktorin vor und wirkte von 2006 bis 2009 als Studiendekanin Landschaftsarchitektur. Sie war zudem als Prodekanin der Fakultät Architektur tätig.

## Wirken
Schmidts Forschungsschwerpunkt ist die Gartendenkmalpflege mit ihren Grundsätzen, Methoden und Zielen, sowie die Geschichte des Stadtgrüns (u. a. Stadtparks und -gärten). Aktiv setzt sie sich beispielsweise für den Erhalt der Originalsubstanz bei Gartendenkmalen ein, wobei Authentizität einer umfassenden Rekonstruktion vorzuziehen ist. Beiträge von ihr erschienen unter anderem in der Gartenkunst, in den Sächsischen Heimatblättern und in Die Denkmalpflege. Sie war Mitherausgeberin „richtungsweisender Fachbücher, die ganz wesentlich zur Weiterentwicklung der Gartendenkmalpflege beigetragen haben“.
Schmidt ist Mitglied in der Deutschen Gesellschaft für Gartenkunst und Landschaftskultur. Sie stand dem DGGL-Arbeitskreis Historische Gärten 1985 bis 1992 als zweiter Vorstand sowie von 1992 bis 1993 als Vorsitzende vor.
Schmidt übereignete dem Institut für Landschaftsarchitektur der TUD mehr als 6000 Bücher und Zeitschriftenbände als Dauerleihgabe, wodurch das Institut die „größte gartenkünstlerische Fachbibliothek Sachsens“ besitzt. Die Bestände der Bibliothek sind über den Katalog der Sächsischen Landesbibliothek – Staats- und Universitätsbibliothek Dresden erfasst.
Für ihr „herausragendes Lebenswerk“ wurde sie im Oktober 2023 mit dem Sckell-Ehrenring der Bayerischen Akademie der Schönen Künste ausgezeichnet.

## Publikationen (Auswahl)
- mit Dieter Hennebo: Stadtgrün in England. Berlin und Hannover 1977.
- „Abwechselung im Geschmack“ – Raumbildung und Pflanzenverwendung beim Stadtparkentwurf, Deutschland 19. Jahrhundert. Schriftenreihe Beiträge zur räumlichen Planung des Fachbereichs Landschaftsarchitektur und Umweltentwicklung, Universität Hannover 1984 (Neuauflage: Graphische Werkstätten, Zittau 2005).
- Der Bochumer Stadtpark und sein städtebauliches Umfeld im 19. Jahrhundert: ein Beitrag zur Revision von Werturteilen über den typisch deutschen Stadtpark des 19. Jahrhunderts. Universität Hannover, Hannover 1988 (Dissertation).
- als Herausgeberin: Gartenkunst – Stadtgrün – Gartendenkmalpflege: Vorträge zum Festkolloquium aus Anlass des 65. Geburtstages von Prof. Dr. Dieter Hennebo.  Institut für Grünplanung und Gartenarchitektur, Hannover 1988.
- Gärten, Zeit und Denkmalpflege: zur Bedeutung von Parkpflegewerken. In: Bürgerparkverein Bremen (Hrsg.): Der Bremer Bürgerpark – 125 Jahre. Döll, Bremen 1991, S. 194–213.
- als Herausgeberin: Garten, Kunst, Geschichte: Festschrift für Dieter Hennebo zum 70. Geburtstag. Werner, Worms 1994.
- als Herausgeberin mit Ingo Kowarik und Birgitt Sigel: Naturschutz und Denkmalpflege – Wege zu einem Dialog im Garten. Institut für Denkmalpflege an der ETH Zürich, Zürich 1998.
- Geschichte der Landschaftsarchitektur. sfps, Dresden 1999.
- Der Garten ist kein Paradies: Pflegeerfordernisse historischer Gärten. Landeshauptstadt Dresden, Dresden 2007.
- mit Heiko Lieske und Thomas Will: Hochwasserschutz und Denkmalpflege: Fallbeispiele und Empfehlungen für die Praxis. Fraunhofer IRB Verlag, Stuttgart 2012.
- als Herausgeberin mit Jost Albert und Waltraud Kofler-Engl: Obstgärten: Produktionsstätten, Bedeutungsträger, Kulturdenkmale. Das Brixner „Pomarium“ im geschichtlichen und gartenbaulichen Kontext. Verlag Gunter Oettel, Görlitz 2018.

## Auszeichnung
- 2023: Friedrich-Ludwig-von-Sckell-Ehrenring der Bayerischen Akademie der Schönen Künste